# Реввоенсовет (организация)
«Реввоенсовет» (РВС) — российская леворадикальная подпольная организация, которая была создана в 1997 году в Москве главным редактором газеты «Молодой коммунист» Игорем Губкиным и его заместителем Сергеем Максименко. 
Целью организации было провозглашено «осуществление вооружённого восстания с целью свержения буржуазного режима и установления диктатуры пролетариата в форме советской власти».

## История
В 1996 году Губкин создал финансовую пирамиду под названием МЖК, которая за взнос в размере 200 долларов США в случае победы коммунистов обещала квартиру. Вкладчиком МЖК за номером 500 стал Геннадий Зюганов. Общая выручка пирамиды составила 1,5 млн долларов. Средства, собранные МЖК, были использованы для финансирования «Реввоенсовета».
1 апреля 1997 года в подмосковном посёлке Тайнинское членами РВС был взорван памятник Николаю II. После этого они позвонили в ФСБ и объявили о том, что ответственны за взрыв.
6 июля 1997 года члены РВС заминировали памятник Петру I в центре Москвы — двух аквалангистов с 5 килограммами пластита и электродетонаторами подводная торпеда-буксировщик переместила по Москве-реке к памятнику, где они заложили взрывчатку во второй ярус памятника, подключили катушку и протянули провод под водой на противоположный берег реки. Затем они позвонили в ФСБ и объявили о заложенном взрывном устройстве, после чего оно было обезврежено.
3 августа 1997 года Игорь Губкин был задержан ФСБ, в дальнейшем были арестованы члены РВС Сергей Максименко, Владимир Белашев, Валерий Скляр, Владимир Радченко и Юрий Внучков.
12 ноября 1997 года «Реввоенсовет» заминировал газораспределительную станцию в Люберцах.
30 июля 1999 года дело Губкина, Максименко, Белашева, Скляра, Радченко и Внучкова было передано в Московский городской суд, который 12 октября 1999 г. направил его на доследование. 10 января 2000 года обвиняемых освободили из-под стражи.
После этого Губкин перебрался во Владивосток. Там он собирался сформировать партизанский отряд, путём вооружённых экспроприаций государственной и частной собственности добыть средства для издания подпольной коммунистической газеты и развернуть агитацию за «Дальневосточную Советскую республику». 15 мая 2001 года он застрелил из обреза менеджера компании «Дальтис» Бориса Егорова, отказавшегося давать ему деньги на революцию. Затем Губкин по поддельному паспорту вернулся в Москву, где был задержан 29 июля 2001 года.
Максименко, Белашев, Скляр, Радченко и Внучков 19 апреля 2002 года были приговорены Мосгорсудом к лишению свободы на срок от 4 до 11 лет.
14 июня 2005 года Ленинский райсуд Владивостока приговорил Губкина к 14 годам заключения за убийство Егорова.
10 апреля 2006 года в Мосгорсуде начались слушания по обвинению Губкина в терроризме, попытке насильственного захвата власти, мошенничестве и организации преступного сообщества. В августе 2006 года присяжные признали Губкина невиновным в организации преступного сообщества и подготовке к насильственному захвату власти, но признали его виновным в терроризме и мошенничестве. Он был приговорён к 19 годам лишения свободы (с учётом прежнего срока — 14 лет). 21 декабря Верховный суд России снизил ему срок наказания до 17 лет, сняв с него обвинения в попытке подрыва памятника Петру I в связи с добровольным отказом от совершения этого преступления (с формулировкой «отсутствие состава преступления») Также с Губкина были сняты обвинения в создании преступного сообщества с целью насильственного захвата власти в Российской Федерации (Реввоенсовета) и в покушении на насильственный захват власти в Российской Федерации с формулировкой «отсутствие события преступления».
В 2003 году приговорённый к 11 годам лишения свободы Белашев подал иск в ЕСПЧ, обвинив российские власти в бесчеловечном обращении, унижающем его достоинство, и в нарушении права на справедливое судебное разбирательство. В частности, Белашев утверждал, что во время предварительного следствия его содержали в переполненной камере, так что заключённым приходилось спать по очереди. Кроме того, по его мнению, его права нарушило проведение суда в закрытом режиме. Евросуд признал, что права Белашева были нарушены и обязал Россию выплатить ему 10 000 евро за моральный ущерб и 220 евро в счёт судебных издержек. В феврале 2010 года Верховный суд России на основании этого постановил пересмотреть дело Белашева. 31 марта 2010 года судья Мосгорсуда Эдуард Чувашов предложил Белашеву признать вину и немедленно выйти на свободу в связи с истечением сроков давности. Однако Белашев заявил, что намерен отстаивать свою невиновность и рассмотрение дела было продолжено. 26 мая 2010 года Верховный суд России освободил Белашева под подписку о невыезде. 21 июня 2010 года Белашев был приговорён к 9 годам и шести месяцам лишения свободы (реально он уже отбыл на три месяца больше этого срока).

## Оценки
По мнению социолога и левого публициста Александра Тарасова, организация не имеет отношения к левому движению: «Никто из осужденных по „делу РВС“ не был леваком и им не является. Лидер РВС Игорь Губкин — типичный новый русский с комсомольским (и, вероятно, гэбистским) прошлым».